# دین در مکزیک
دین در مکزیک (سرشماری سال ۲۰۲۰)
دین در مکزیک (ارزیابی استاتیستا)

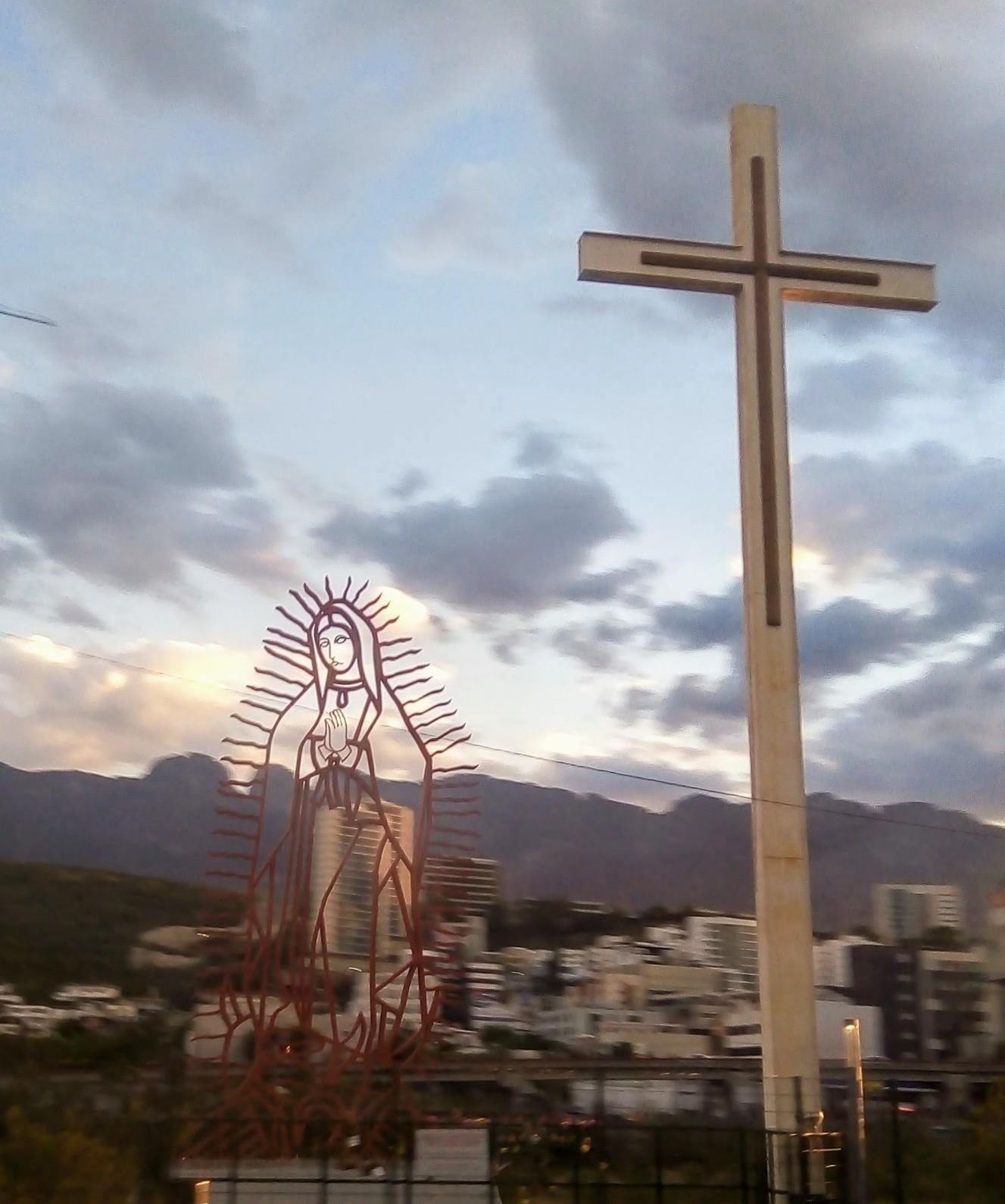
دین در مکزیک

دین در مکزیک (انگلیسی: Religion in Mexico)، شاخۀ کاتولیک مسیحیت، با پیروانی برابر با ۷۸ درصد از کل جمعیت در سال ۲۰۲۰، دین غالب در این کشور است. در دهه های اخیر، به دلیل رشد گروه های دیگر مسیحیت، به ویژه کلیسا های متنوع پروتستان، شاهدان یهوه و مورمونیسم که اکنون ۹٫۷ درصد از جمعیت را در بر گرفته اند و ادیان غیر مسیحی،سهم کاتولیک در حال کاهش بوده است. گرایش به گروه های مذهبی غیر کاتولیک به طور قابل ملاحظه ای، نسبت به منطقۀ آمریکای مرکزی، کمتر بوده است و مرکز مکزیک، یکی از مناطق دارای بیشترین پیروان کاتولیک در دنیا، باقی مانده است.